# ドリームプロダクション
ドリームプロダクション（DREAM PRODUCTION）は東京都武蔵野市にオフィスを置くプロダクション。旧社名DREAM VISION（ドリームビジョン）。
ドリームビジョンには、以前グランドスラム事業部とワークビジョン（映像制作事業部）があったが、現在それぞれ別会社となっている。

## 所属アーティスト

### 男性
- 暮部拓哉
- 三上敏視

### 女性
- 杉村尚美